# Lixophaga retiniae
Lixophaga retiniae là một loài ruồi trong họ Tachinidae.